# Signum (együttes)
A Signum magyar katolikus rock együttes.
1995-ben alakult. Nevének jelentése: jel. Saját vallomásuk szerint e nevet azért választották, mert nekünk, keresztényeknek egyfajta jelként kell élnünk a világban. Jelként, hogy felmutassuk az embereknek a jézusi életeszmény nagyszerűségét.
Könnyed, gyakran vidám, egyszerű harmóniájú dalokat játszanak könnyen megjegyezhető szövegekkel a hamis mennyország uralta világról, elmagányosodásról és hitről.
Az együttes szóvivője a Szent István Társulat vezető munkatársa, Kindelmann Győző.

## Albumaik
- Ne félj! (1996)
- Jel vagy (1998)
- Az édenkert meséi (zenés mesekazetta, 1999)
- Krisztus a jövőnk (2000) – közös album Sillye Jenővel és Borka Zsolttal.

- Hazatérés (2004

## Külső hivatkozás
- www.gospelfesztival.hu a Signumról